# Caroline Kennedy

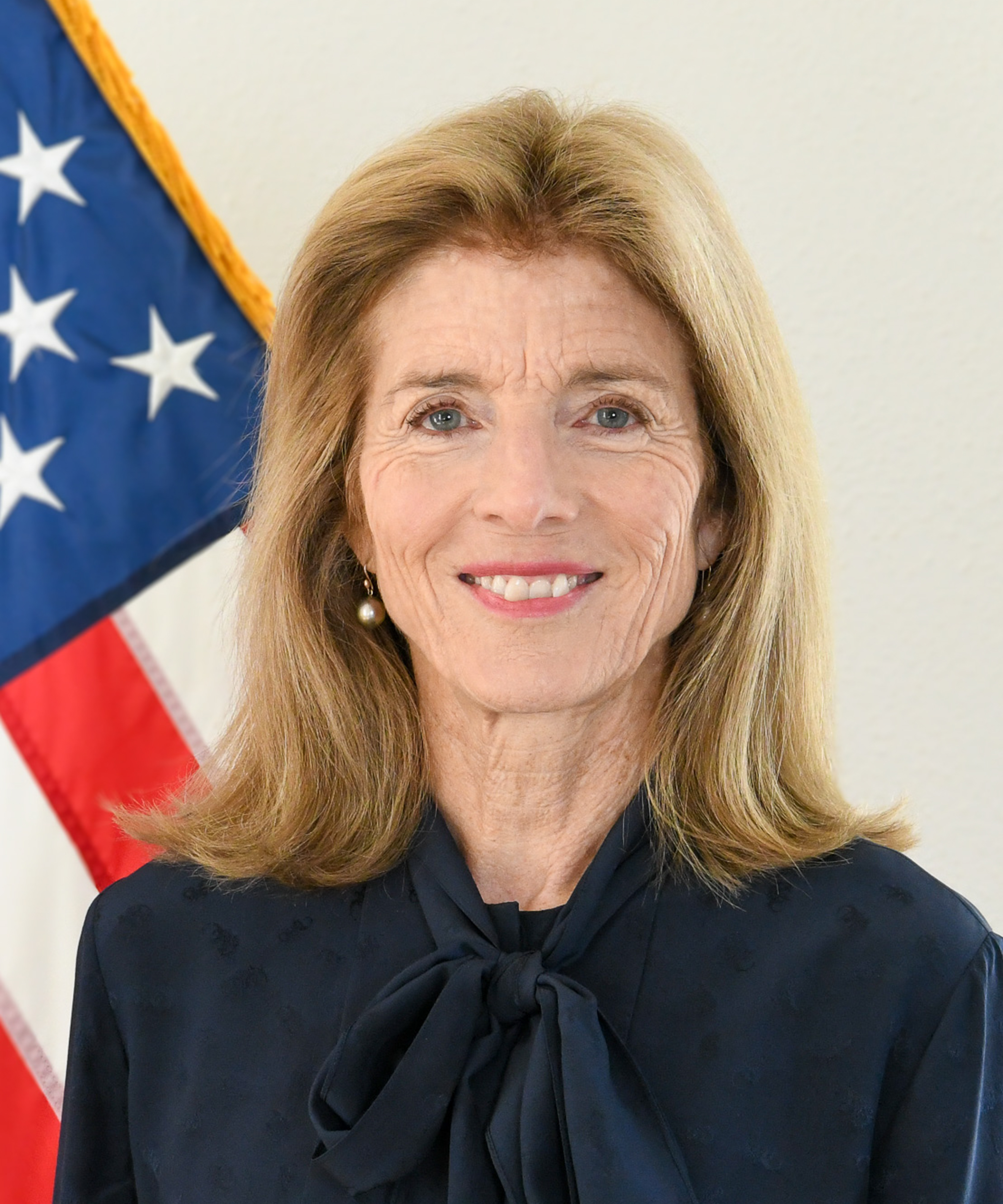
Caroline Kennedy (2022)

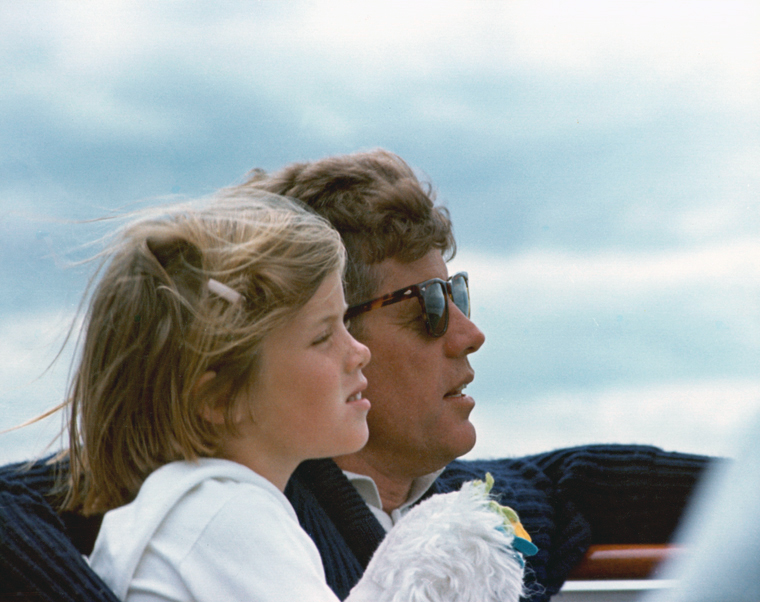
Caroline Kennedy mit ihrem Vater (1963)

Caroline Bouvier Kennedy (* 27. November 1957 in New York) ist eine US-amerikanische Autorin und Botschafterin der Vereinigten Staaten in Australien.

## Leben
Caroline ist das älteste und das einzige noch lebende Kind des früheren US-Präsidenten John F. Kennedy und dessen Ehefrau Jacqueline Bouvier Kennedy. Ihre jüngeren Geschwister waren John jr., der kurz nach der Geburt verstorbene Patrick und Arabella (Totgeburt). Caroline Bouvier Kennedy wurde nach ihrer Tante Caroline Lee Bouvier (bekannter als Lee Radziwill) benannt. Als Sechsjährige wurde sie nach der Ermordung ihres Vaters in einen Presserummel hineingezogen, unter dem sie seither leidet. Ihre Einstellung bezüglich öffentlicher Aufmerksamkeit brachte sie in ihrem 1995 erschienenen Buch The Right to Privacy zum Ausdruck.
Caroline Kennedy studierte Jura am Radcliffe College und der Columbia Law School und arbeitete anschließend für ihren Onkel, den demokratischen Senator Edward Kennedy, und die New Yorker Daily News. 1980 wechselte sie ans Metropolitan Museum of Art und lernte dort den Designer Edwin Arthur Schlossberg kennen, den sie am 19. Juli 1986 heiratete. Das Paar hat drei Kinder: Rose (* 1988), Tatiana (* 1990) und John (* 1993). Heute ist Kennedy unter anderem Präsidentin der John F. Kennedy Library Foundation und des NAACP Legal Defense and Educational Fund und schreibt Bücher über Amerikanische Geschichte, Politik und Literatur.
Zusammen mit ihrem Onkel Edward unterstützte sie Barack Obama 2008 bei dessen Kandidatur zum US-Präsidenten und verglich ihn hierbei mit ihrem Vater. Sie gehörte zum engeren Team um Obama, das sich mit der Suche nach einem geeigneten Vizepräsidenten befasst hatte.
Sie galt als mögliche Kandidatin für die Nachfolge Hillary Clintons als US-Senatorin des Bundesstaates New York ab Januar 2009. Allerdings führten später öffentliche Auftritte zu Kritik an ihrer Person. Am 21. Januar 2009 gab sie bekannt, dass sie für diesen Posten aus persönlichen Gründen nicht mehr zur Verfügung stehe.
Anschließend war die Katholikin im Frühjahr 2009 für die Besetzung des Botschafterpostens beim Heiligen Stuhl im Gespräch. Nach Berichten von Vatikanexperten der BBC lehnte der Vatikan ihre Nominierung jedoch als „unpassend“ ab, da sie ein Recht auf Abtreibung und die Forschung an embryonalen Stammzellen befürwortet.
2013 nahm Kennedy am Auswahlverfahren zur US-Botschafterin in Japan teil. Die Nominierung durch Präsident Obama erfolgte am 24. Juli 2013; am 12. November desselben Jahres wurde sie durch Außenminister John Kerry vereidigt. Damit trat sie die Nachfolge von John Roos an und war die erste Frau in diesem Amt in Tokio. In ihrer Amtszeit fand die Rückgabe eines großen vom US-Militär genutzten Gebietes auf Okinawa an Japan und der erste Besuch eines US-Präsidenten in Hiroshima (Barack Obama im Jahr 2016) statt.
Nachdem Donald Trump zum US-Präsident gewählt worden war, trat sie zum 18. Januar 2017 von ihrem Botschafterposten zurück. Im August 2017 wurde sie ins Board of Directors von Boeing gewählt.
Im Jahr 2021 nominierte US-Präsident Joe Biden sie als US-Botschafterin in Australien. Am 25. Juli 2022 überreichte sie dem Generalgouverneur von Australien ihr Beglaubigungsschreiben.
Im August 2023 deutete Kennedy die Möglichkeit einer "Lösung" und eines Plea-Bargain-Deals an, um das Auslieferungsverfahren des Journalisten Julian Assange, der ein australischer Staatsbürger ist, aus dem Vereinigten Königreich an die USA beizulegen.

## Trivia
Der Song Sweet Caroline von Neil Diamond ist – nach dessen eigener, später jedoch revidierten Aussage – Caroline Kennedy gewidmet und wurde im Wahlkampf 2008 entsprechend eingesetzt.

## Werke
- In Our Defense: The Bill of Rights In Action. Morrow, New York 1991. (Zusammen mit Ellen Alderman).
- The Right to Privacy. Knopf, New York 1995. (Zusammen mit Ellen Alderman).
- A Patriot’s Handbook. Hyperion Press, New York 2003.
- The Best-Loved Poems of Jacqueline Kennedy Onassis. Hyperion Press, New York 2001.
- Profiles in Courage for Our Time. Hyperion Press, New York 2002.
- A Family of Poems. My Favorite Poetry for Children. Hyperion Press, New York 2005.